# Vincent Dumestre

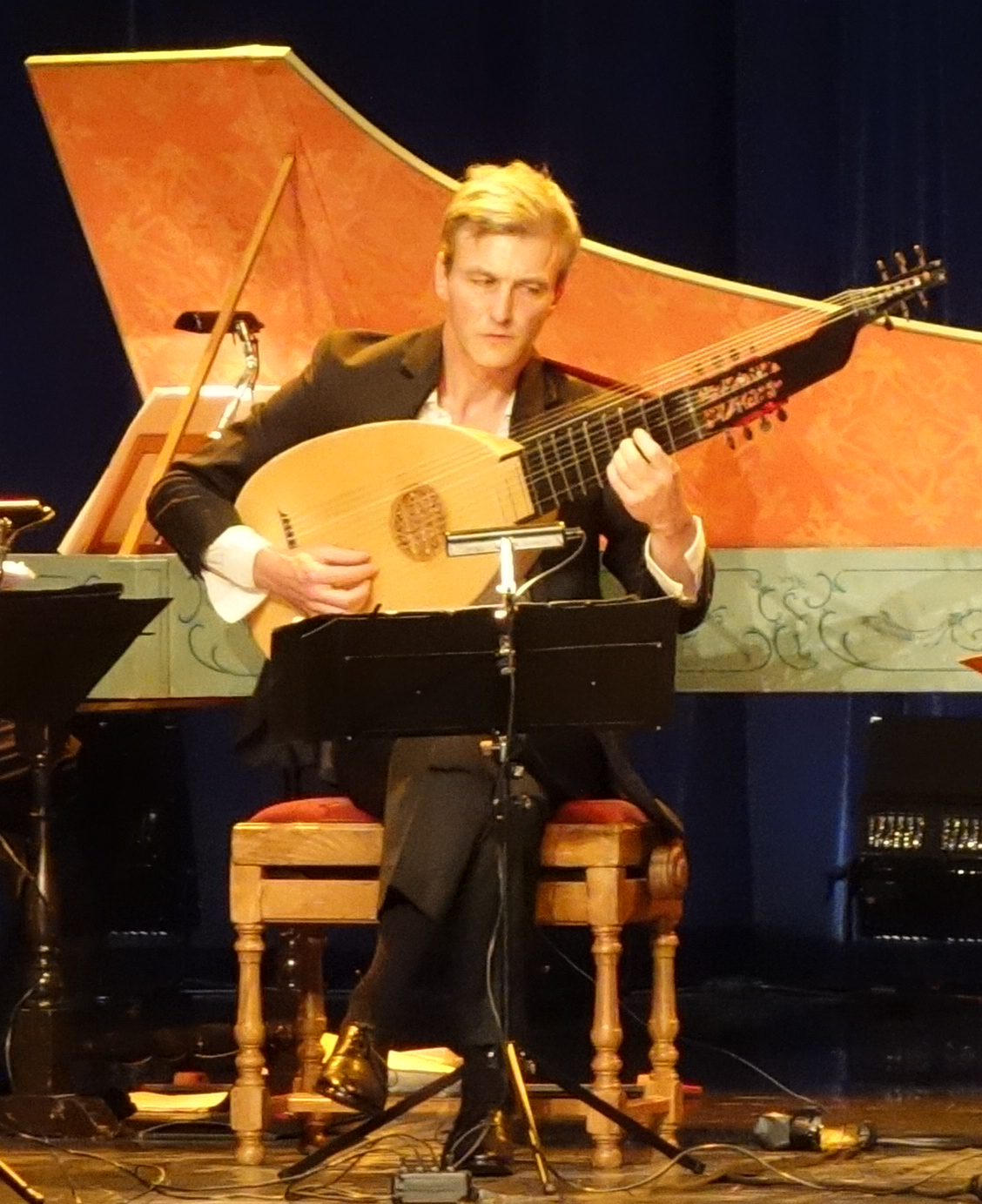
Vincent Dumestre

Vincent Dumestre (* 5. Mai 1968 in Saint-Germain-en-Laye) ist ein französischer Lautenist und Dirigent.

## Leben
Vincent Dumestre studierte klassische Gitarre an der École Normale de Musique de Paris und Kunstgeschichte an der École du Louvre. Nach diesen Studien widmete er sich hauptsächlich der Theorbe, der Barockgitarre und der Laute. Dies zuerst in Seminaren, später bei Hopkinson Smith und Eugène Ferré am Konservatorium von Toulouse; hinzu kamen Generalbassstudien bei Rolf Lislevand am Konservatorium von Boulogne-Billancourt.
Nach dem erfolgreichen Abschluss seiner Studien spielte er mit zahlreichen bekannten Ensembles aus der Szene der historischen Aufführungspraxis, wie dem „Ricercar Consort“, „La Simphonie du Marais“, „Le Concert des Nations“, „La Grande Écurie et la Chambre du Roy“, „Akademia“. Dumestre steht in ständigem Austausch und Zusammenarbeit mit dem Centre de musique baroque de Versailles.
1998 gründete er das von ihm auch geleitete Ensemble Le Poème Harmonique. Mit diesem wandte er sich anfänglich der italienischen Barockmusik zu, in einer zweiten Periode aber widmete er sich hauptsächlich der wissenschaftlich fundierten Interpretation französischer Meister des 17. Jahrhunderts.
Für sein Schaffen erhielt Dumestre zahlreiche Auszeichnungen, so wurde ihm 2003 in Venedig der Preis für „das beste Ensemble des Jahres 2002“ zuerkannt. 2004 erhielt er vom französischen Kultusminister die Auszeichnung Chevalier des Arts et Lettres. 2005 wurde seine Aufnahme von Lullys Le Bourgeois Gentilhomme mit dem Grand Prix du Disque et DVD der Akademie Charles Cros ausgezeichnet. 2008 erfolgten Aufführungen und die Einspielung von Lullys Oper Cadmus et Hermione. Die Mehrzahl seiner weiteren Aufnahmen wurden ebenfalls mit Schallplattenpreisen bedacht.